# سامسونج جالكسي إم 30 أس
سامسونج جالكسي إم 30 أس هي جزء من سلسلة هواتف سامسونج جالكسي إم، وهي هواتف ذكية تعمل بنظام أندرويد، والتي تم تصنيعها، وتسويقها بواسطة سامسونج للإلكترونيات. تم الإعلان عن الهواتف في 30 اكتوبر 2019.

## المواصفات

### الشاشة
| النموذج  | حجم العرض (بوصة)  | دقة العرض          | أقصى معدل تحديث |
| -------- | ----------------- | ------------------ | --------------- |
| أم 30 اس | 159 مم (6.4 بوصة) | 2340 × 1080 (FHD+) | 60 هرتز         |

### المعالج
| النموذج  | سرعة وحدة المعالجة المركزية                                                                            | نوع وحدة المعالجة المركزية |
| -------- | --- | -------------------------- |
| أم 30 اس | أربعة أنوية من نوع Cortex-A53 بسرعة 1.7 غيغا هيرتز, أربعة أنوية من نوع Cortex-A73 بسرعة 2.3 غيغا هيرتز | ثماني النواة               |

### التخزين والذاكرة
| النموذج  | التخزين (جيجابايت) | الذاكرة (جيجابايت) |
| -------- | ------------------ | ------------------ |
| أم 30 اس | 128                | 6                  |
| أم 30 اس | 64                 | 4                  |

## التصميم والألوان
يتميز هاتف ساموسنج جالكسي أم 30 اس بتصميم عصري ومجموعة من الألوان المميزة، مثل اللون الأبيض والأسود والأزرق. يتميز بكاميرا خلفية غير بارزة وفلاش LED، ويتكون من إطار وظهر من البولي كاربونيت. وكاميرا أمامية في الأعلى. يحمل مستشعر بصمة خلفي وفتحة بطاقة سيم مزدوجة، ويدعم البلوتوث والراديو وتقنية ان اف سي مع منفذ 3.5 مم للسماعات وميكروفون ثانوي لعزل الضوضاء. كما يمكن توسيع التخزين ببطاقة مايكرو اس دي حتى 512 غيغابايت.

## الكاميرات

### الكاميرات الخلفية
| دقة الكاميرا | حجم فتحة العدسة                                                | مميزات الكاميرا | الفيديو                        | فلاش |
| --- | -------------------------------------------------------------- | --- | ------------------------------ | ---- |
| - الكاميرا (1) 48 ميجابكسل (رئيسية) - الكاميرا (2) 8 ميجابكسل (زاوية واسعة) - الكاميرا (3) 5 ميجابكسل (عزل الخلفية | - الكاميرا (1) F/2.0 - الكاميرا (2) F/2.2 - الكاميرا (3) F/2.2 | التركيز التلقائي اوتو فوكس - التقاط الصور بزاوية واسعة - وضع عزل الخلفية - تقنية التصوير البطيء بسرعة 240 إطار في الثانية - خاصية التعرف على المشاهد - دعم خاصية بتقنية الواقع المعزز - وضع التصوير الليلي - وضع منع الإهتزاز أثناء التصوير - تقريب رقمي - العنونة الجغرافية - التركيز باللمس - كشف الوجه - بانوراما - تقنية - إعدادات - المؤقت الذاتي | - دقة 2160P 4K - دقة 1080P FHD | يدعم |

### الكاميرات السلفي
| دقة الكاميرا | حجم فتحة العدسة | مميزات الكاميرا | الفيديو       | فلاش    |
| ------------ | --------------- | --------------- | ------------- | ------- |
| 16 ميجابكسل  | F/2.0           | تقنية اش دي ار  | دقة 1080P FHD | لا يدعم |

## أداء الجهاز
أداء هاتف سامسونج جالكسي أم 30 اس بمستوى ممتاز في الاستخدام الخفيف، حيث تتيح أربعة أنوية Cortex-A53 بتردد 1.7 غيغاهيرتز التعامل بكفاءة مع المهام اليومية. في الاستخدام العالي، يبرز أداء الهاتف بتردد 2.3 غيغاهيرتز وأربعة أنوية Cortex-A73، مع معالج رسومي Mali-G72 MP3 لتجربة جيدة في الألعاب الثقيلة وخاصية جيم بوستر. واجهة وان يو اي 3.1 تدعم ميزات مثل الوضع الليلي.